# La Tour (Alpes-Maritimes)
La Tour (okzitanisch La Tor, italienisch La Torre) ist eine französische Gemeinde im Département Alpes-Maritimes in der Region Provence-Alpes-Côte d’Azur. Sie gehört zum Arrondissement Nizza, zum Kanton Vence und zur Métropole Nice Côte d’Azur. Die Bewohner nennen sich Tourriers.

## Geographie
Die Gemeinde liegt in den französischen Seealpen und grenzt im Westen und im Norden an Clans, im Osten und im Süden an Utelle und im Südwesten an Tournefort. 

## Bevölkerungsentwicklung
| Jahr      | 1962 | 1968 | 1975 | 1982 | 1990 | 1999 | 2008 | 2012 |
| --------- | ---- | ---- | ---- | ---- | ---- | ---- | ---- | ---- |
| Einwohner | 190  | 170  | 176  | 148  | 286  | 300  | 439  | 537  |

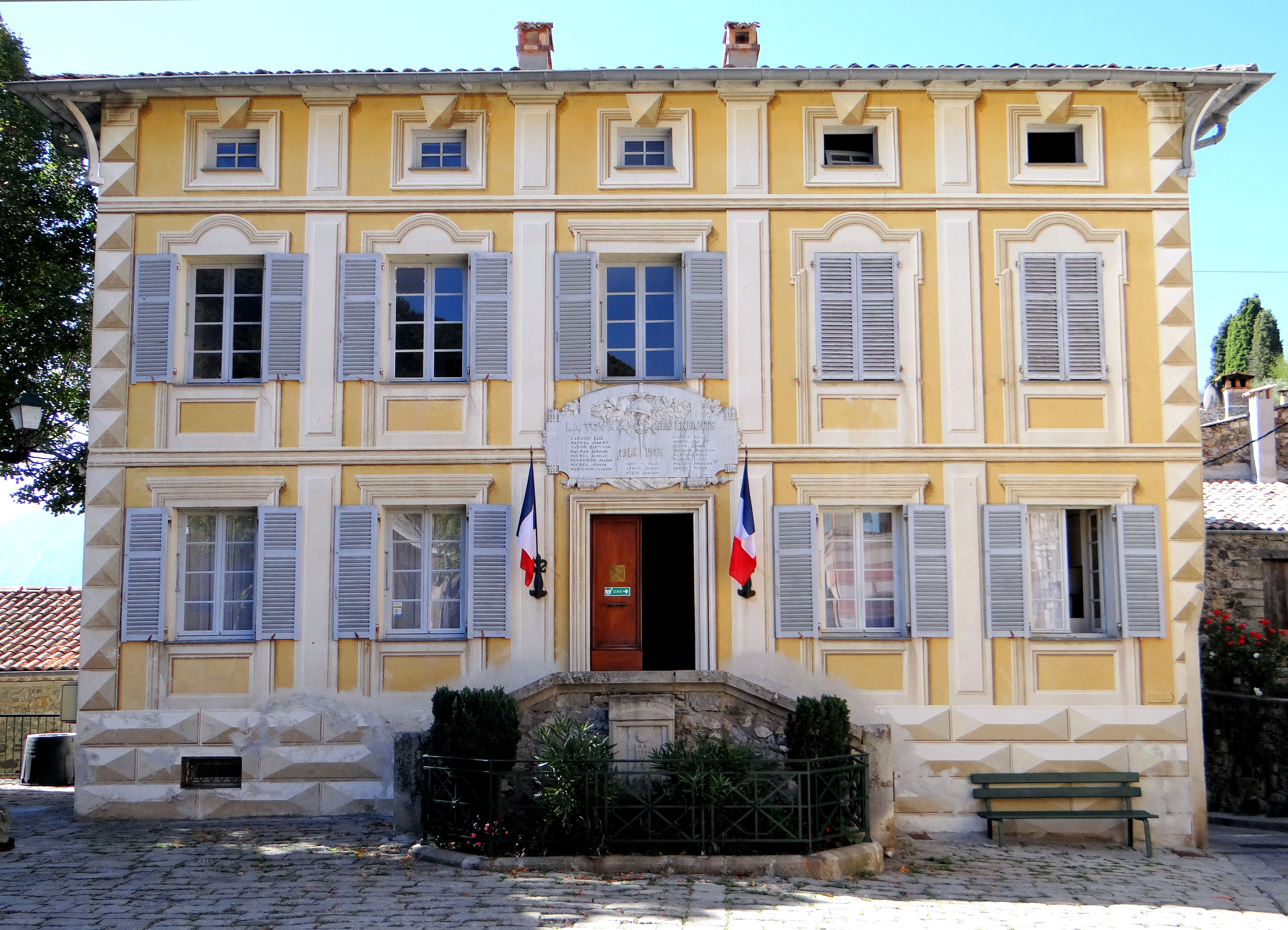
Mairie
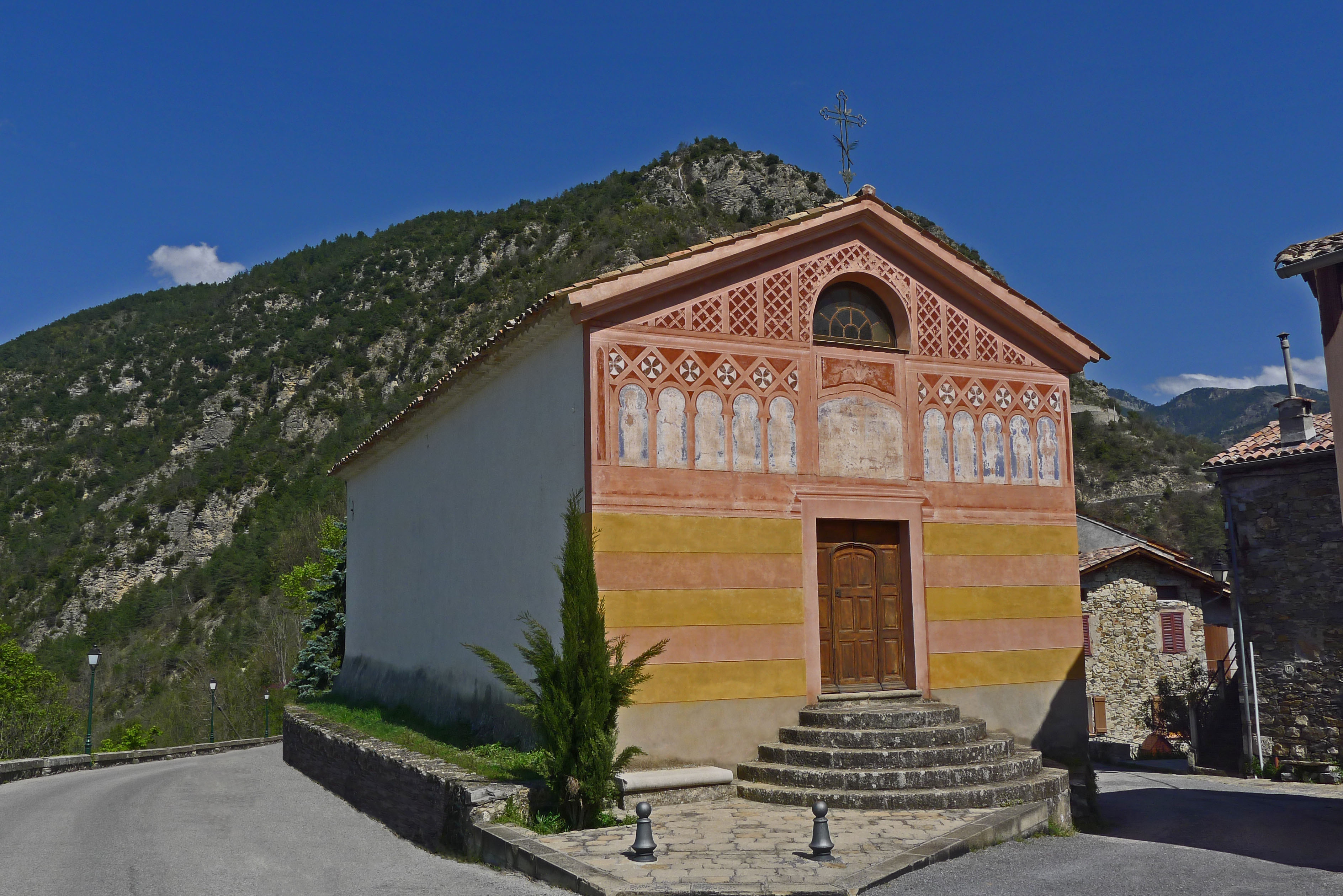
La Chapelle des Pénitents Blancs
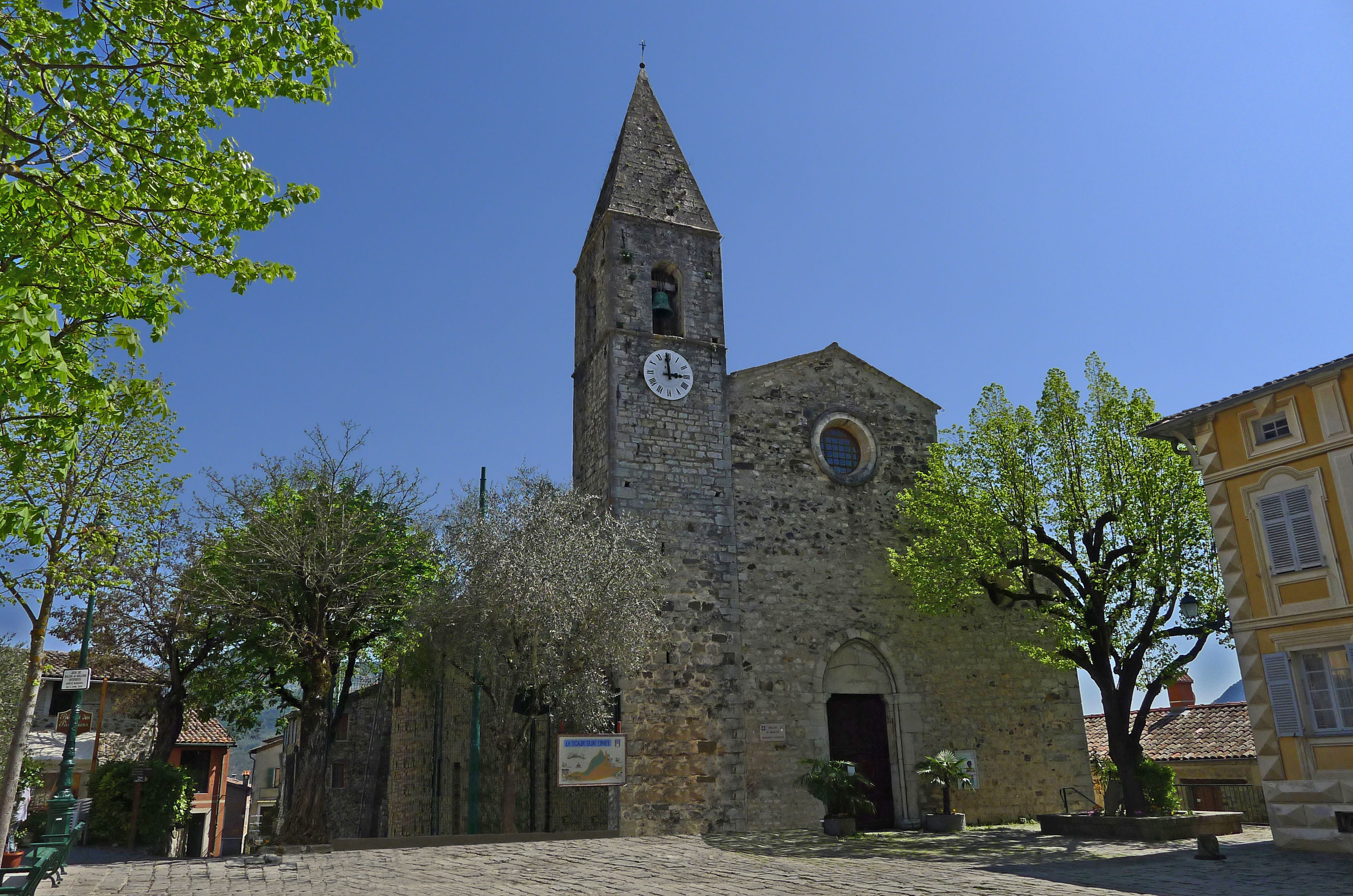
Kirche Saint-Martin
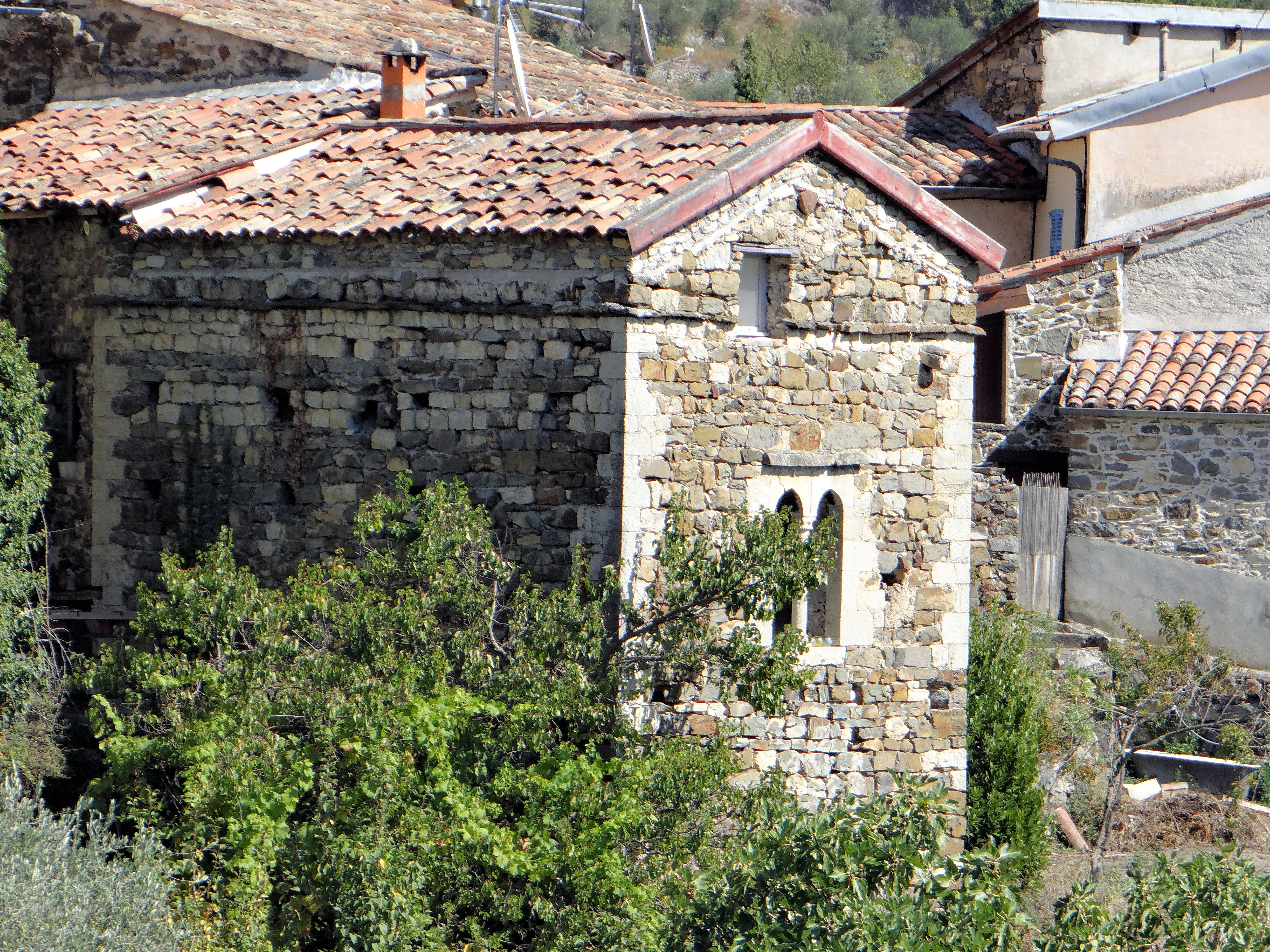
Haus Olivari, einst ein Haus des Templerordens

## Sehenswürdigkeiten
Siehe: Liste der Monuments historiques in La Tour (Alpes-Maritimes)